# Casa Granado
A Granado Pharmácias é uma empresa brasileira de produtos cosméticos, medicamentos e perfumaria, fundada em 1870.

## História

### Primórdios

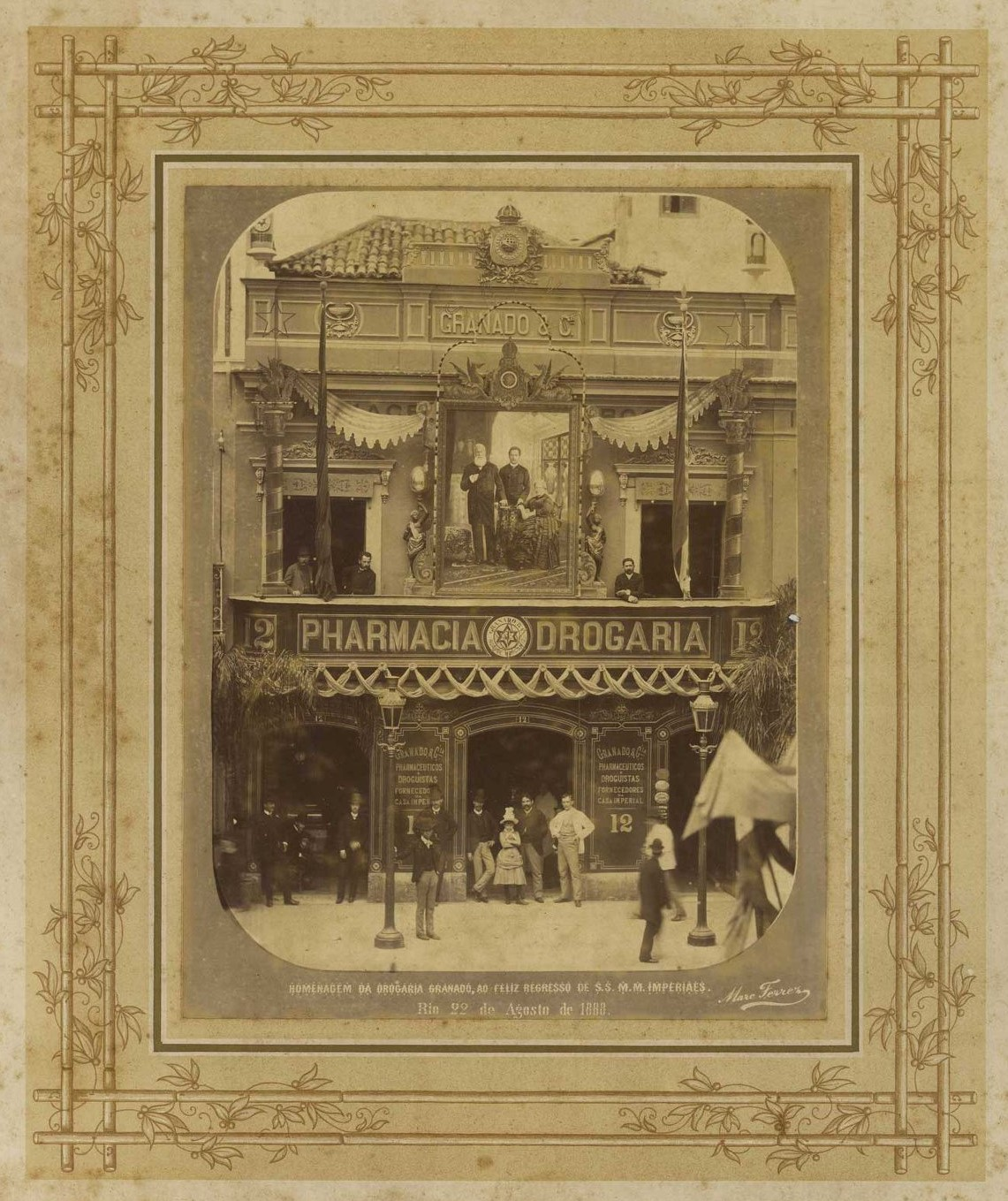
Frente comercial da Casa Granado em 1888 (Fotografia de Marc Ferrez).

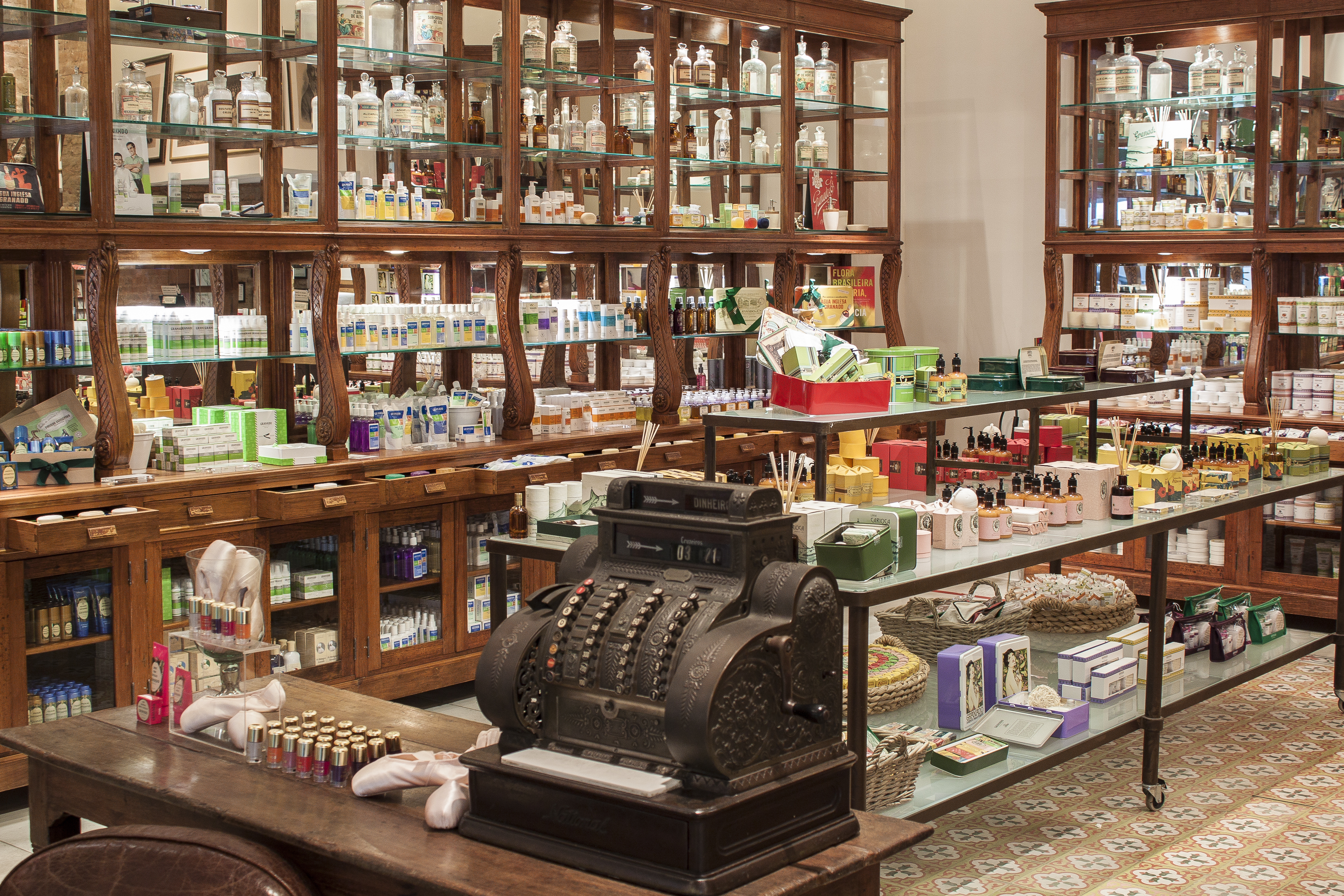
Loja Fashion Mall

Em 1870, o português José Antônio Coxito Granado fundou na cidade do Rio de Janeiro a Botica de Barros Franco, que deu origem à empresa atual.
Em seus primórdios, a pharmacia manipulava produtos com extratos vegetais de plantas, ervas e flores brasileiras, cultivadas no sítio do seu fundador, em Teresópolis (RJ). Além desses medicamentos, Coxito ainda importava produtos da Europa e adaptava suas fórmulas para os padrões e as necessidades dos brasileiros e daqueles que aqui moravam. A qualidade e eficácia desses produtos logo tornaram a farmácia uma das fornecedoras oficiais da Corte. Desta aproximação nasceu a amizade com Dom Pedro II que, em 1880, conferiu à Granado o título de Farmácia Oficial da Família Imperial Brasileira.
Suas marcas mais famosas são o Polvilho Granado e os sabonetes de glicerina com base vegetal e glicerina 100% natural.

### Atualidade
Em 2004, a Granado adquiriu a marca Phebo, fundada em 1930 e do mesmo ramo. Com essa aquisição, a Granado passou a ter, além da fábrica no Rio de Janeiro, a fábrica de Belém do Pará, que continuou produzindo os produtos da marca Phebo e passou a fabricar os sabonetes Granado. Contudo o objetivo da empresa é manter a tradição da linha Phebo associando-a a sabonetes e perfumes enquanto a marca Granado é associada a linhas terapêuticas.
Em outubro de 2016, a Granado fechou a venda de uma participação de 35% para a espanhola Puig, dona das marcas Carolina Herrera e Jean-Paul Gaultier, por R$ 500 milhões. As conversas entre as duas empresas se estendiam desde janeiro. O controle da empresa vai continuar nas mãos de Christopher Freeman, que comprou a empresa em 1994 pela quantia de US$ 8 milhões.
Almejando crescimento no mercado internacional, a Granado tem seus produtos vendidos na loja de departamentos Le Bon Marché, localizada em Paris, França, Casa Pau-Brasil, localizada em Lisboa, Portugal; e na loja Isetan, localizada em Tóquio, Japão.
Em 2017, a Granado inaugurou a sua primeira loja internacional em Paris, localizada na 21, rue Bonaparte, 6ème. A rua é reconhecida pelas lojas de luxo e galerias de arte. Paralelamente à inauguração da loja, a empresa lançou uma loja online focada para o público europeu. A loja entrega em todos os países da Europa. Além da loja na capital francesa, a Granado possui ainda lojas próprias em Portugal, na Inglaterra e na Bélgica.
Em fevereiro de 2024, a Granado inaugurou sua primeira loja nos Estados Unidos, na cidade de Nova York.